# Институт масонства Франции
Институт масонства Франции (ИМФ) (фр. L’Institut maçonnique de France, IMF) — был создан в октябре 2002 года по инициативе девяти послушаний «французского масонства». Институт занимается вопросами развития масонства во Франции, а также вопросами взаимодействия между различными послушаниями французского масонства.

## Учредители института
- Великий восток Франции
- Великая ложа Франции
- Международный смешанный масонский орден Право человека
- Великая женская ложа Франции
- Великая традиционная символическая ложа Опера
- Великая смешанная ложа Франции
- Великая смешанная универсальная ложа
- Великая женская ложа Мемфис - Мицраим
- Национальная французская ложа[2]

## Статус института
Этот институт, согласно закону № 1901, является некоммерческим объединением со штаб-квартирой в Париже (75011) и располагается на закрытой вилле Малеварт 6.

## Цели института
Основная задача «Института масонства Франции», чтобы позволить интересующимся открыть для себя культурные и этические ценности масонства через свои исторические, литературные и художественные труды.
Опытные исследователи и специалисты масонологии ИМФ ведут независимую научную работу.
Роже Дашез, нынешний президент института, который стремится дать как можно более углубленное представление о различных аспектах масонства. Генеральный секретарь института — Эрик Алгрен, редакционный координатор — Ален-Жак Лако. Конференции, семинары и симпозиумы, организуемые по темам института, должны стать форумом для координации научных исследований и проектов, осуществляемых для различных изданий.
ИМФ организовывает ежегодные книжные масонские салоны в масонском храме Великой ложи Франции, на улице Пюто 8, в Париже.